# Vĩnh Phú, Thoại Sơn
Vĩnh Phú là một xã thuộc huyện Thoại Sơn, tỉnh An Giang, Việt Nam.

## Địa lý
Xã Vĩnh Phú nằm ở phía bắc huyện Thoại Sơn, có vị trí địa lý:
- Phía đông giáp xã Vĩnh Trạch và huyện Châu Thành
- Phía tây giáp xã Tây Phú
- Phía nam giáp xã Định Mỹ và xã Mỹ Phú Đông
- Phía bắc huyện Châu Thành.

Xã Vĩnh Phú có diện tích 36,80 km², dân số năm 2019 là 9.894 người, mật độ dân số đạt 269 người/km².

## Hành chính
Xã Vĩnh Phú được chia thành 6 ấp: Trung Phú 1, Trung Phú 2, Trung Phú 3, Trung Phú 4,Trung Phú 5, Trung Phú 6.

## Giáo dục
Xã Vĩnh Phú có 4 trường học:chia ra
-1 trường Mẫu giáo
-2 trường TH A và B Vĩnh Phú
-1 trường THCS Vĩnh Phú

## Y tế
Có 1 trạm Y tế, đặt tại trung tâm xã, Phục vụ tốt các chương trình y tế quốc gia, Được công nhận trạm đạt chuẩn quốc gia nhiều năm liền.

## Kinh tế
Đa số người dân sống về nông nghiệp, DT SX 3 vụ cả bảy tiểu vùng, năng xuất bình quân tấn/ ha /vụ.
Xã có 2 chợ. 1 Chợ Vĩnh Phú tại trung tâm xã và 1 chợ Ba Dông tại ấp Trung Phú 3 (Ba Dông) Đáp ứng hàng hóa kịp thời phục vụ người dân. Đời sống nhân dân ngày phát triển, đổi mới bộ mặt nông thôn.

## Giao thông
Các tuyến trục lộ chính trung tâm được nhựa hóa, phương tiện đi lại thuận lợi trong giao lưu hàng hóa.

## Di tích - Thắng cảnh
Có 1 Đình được UBND Tỉnh chứng nhận là Di sản văn hóa cấp Tỉnh, được công nhận năm 2008

## Lịch sử
- Quyết định 56-CP[3] ngày 11 tháng 03 năm 1977 của Hội đồng Chính phủ, hợp nhất huyện Huệ Đức và huyện Châu Thành thành một huyện lấy tên là huyện Châu Thành, xã Vĩnh Nhuận thuộc huyện Châu Thành
- Quyết định 181-CP[4] ngày 25 tháng 04 năm 1979 của Hội đồng Chính phủ, tách ấp Trung Phú 1 và ấp Trung Phú 2 của xã Vĩnh Nhuận lập thành một xã lấy tên là xã Vĩnh Phú.
- Quyết định 300-CP[5] ngày 23 tháng 08 năm 1979 của Hội đồng Bộ trưởng, chia huyện Châu Thành thành hai huyện lấy tên là huyện Châu Thành và huyện Thoại Sơn, xã Vĩnh Phú thuộc huyện Thoại Sơn